# AGO C.VIII
O AGO C.VIII foi um avião de reconhecimento biplano, monomotor alemão de dois lugares em configuração de tração, utilizado a partir de 1916.

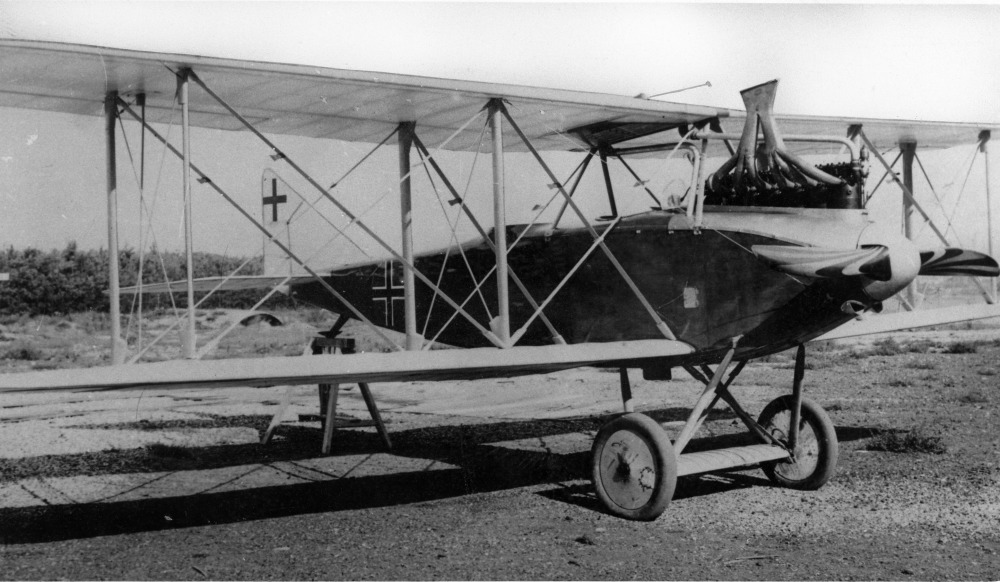
Imagem do Avião de Reconhecimento AGO C.VIII

## Projeto
Ele foi um único protótipo desenvolvido a partir do projeto C.IV, tendo o motor Benz Bz.IV substituído por um Mercedes D.IVa, mais potente.

## Usuários
- Império Alemão

## Especificação
Estas são as características do AGO C.VIII
- Características gerais:
  - Tripulação: dois
  - Motor: 1 x Mercedes D.IVa, um 6 cilindros em linha, refrigerado à água, de 252 hp.

- Performance: